# Kristiāns Pelšs
Kristiāns Pelšs (* 9. September 1992 in Preiļi; † 11. Juni 2013 in Riga) war ein lettischer Eishockeyspieler auf der Position des linken Flügelspielers. Er stand ab 2012 bei den Edmonton Oilers in der National Hockey League unter Vertrag und spielte in der Saison 2012/13 für deren Farmteams, die Oklahoma City Barons und die Stockton Thunder.

## Karriere
Pelšs begann seine Junioren-Karriere in der Stadt Daugavpils im Südosten Lettlands, wo er eine Eishockey-Schule besuchte. Im Jahr 2008 wechselte er zum DHK Latgale, der in dieser Saison in der belarussischen Extraliga spielte. Gleichzeitig absolvierte er für die zweite Mannschaft 22 Spiele in der lettischen Eishockeyliga und war dabei mit 20 Punkten bester Scorer des Teams. Daraufhin erhielt er einen Vertrag bei den Dinamo-Juniors Riga, dem neu gegründeten Farmteam von Dinamo Riga, in der Extraliga und stand während der Saison 2009/10 in 46 Spielen auf dem Eis.
Beim NHL Entry Draft 2010 wurde Pelšs in der siebten Runde an insgesamt 181. Position von den Edmonton Oilers ausgewählt, gleichzeitig sicherte sich Dinamo Riga im KHL Junior Draft an 175. Gesamtposition seine Transferrechte für die Kontinentale Hockey Liga. Zudem wurde der Flügelspieler auch vom kanadischen Juniorenteam Edmonton Oil Kings in der ersten Runde des CHL Import Draft ausgewählt.
Im August 2010 entschied sich Kristiāns Pelšs daraufhin für einen Wechsel nach Nordamerika und schloss sich den Oil Kings an, die in der Western Hockey League spielen. In seiner Debütsaison konnte er sich auf Anhieb einen Stammplatz im Kader der Mannschaft erspielen und war mit 33 Punkten aus 63 Spielen der beste Rookiescorer der Oil Kings. In der Saison 2011/12 konnte Pelšs seine Punktausbeute mit 50 Punkten noch einmal steigern. Zudem verdoppelte er mit 28 Toren seinen Wert aus der Vorsaison. Die Oil Kings schlossen die reguläre Saison auf dem ersten Platz der Liga ab und sicherten sich durch einen 4:3-Erfolg in der Finalserie über die Portland Winterhawks auch den Ed Chynoweth Cup als Sieger der WHL-Play-offs. Pelšs erzielte dabei 10 Punkte in 17 Spielen. Als Vertreter der WHL waren die Edmonton Oil Kings damit auch für den Memorial Cup qualifiziert und beendeten diesen auf dem vierten Platz.
Am 1. Mai 2012 unterzeichnete Pelšs einen dreijährigen Einstiegsvertrag mit den Edmonton Oilers. In der Saison 2012/13 wechselte er daher zunächst zu den Stockton Thunder, dem Farmteam der Oilers, in die ECHL. Dort erzielte er in 13 Einsätzen fünf Punkte und wurde im Oktober 2012 auch für drei Spiele in die Aufstellung der Oklahoma City Barons aus der American Hockey League berufen.
Am 5. Dezember 2012 wurde Kristiāns Pelšs von der ECHL für 21 Spiele gesperrt, nachdem er im Spiel gegen die Bakersfield Condors einem Gegenspieler seinen Schläger ins Gesicht geschlagen hatte. Auch die American Hockey League sperrte Pelšs für über einen Monat. Nach Ablauf dieser Sperre wurde der Lette in den Kader der Oklahoma City Barons berufen und konnte sich dort im Laufe der Saison etablieren. Am 15. Februar 2013 erzielte er gegen die Texas Stars sein erstes Tor in der AHL.

### International
Pelšs wurde zur U18-Junioren-Weltmeisterschaft 2009 erstmals in den Kader der lettischen Nationalmannschaft berufen und stieg mit der Mannschaft in die Top Division auf. Auch im folgenden Jahr wurde er in die U18-Auswahl berufen und erzielte zwei Tore in sechs Spielen, konnte aber den erneuten Abstieg des Teams aus der Top-Division nicht verhindern.
Bei der U20-Junioren-Weltmeisterschaft 2011 stand Pelšs erneut im Aufgebot der Junioren-Nationalmannschaft und verhalf der Auswahl mit vier Punkten aus fünf Spielen ebenfalls zum Aufstieg in die Top-Division. Im Jahr 2012 wurde er zum Kapitän der Junioren-Nationalmannschaft ernannt, mit der er bei der U20-WM schließlich den Klassenerhalt erreichte.

## Tod
Am 11. Juni 2013 wurde Pelšs von seiner Familie als vermisst gemeldet, nachdem Medien berichtet hatten, der 20-Jährige sei von einer Brücke in Riga gesprungen. Diese Berichte wurden von den lokalen Behörden und den Edmonton Oilers allerdings zunächst nicht bestätigt. Erst vier Tage später wurde Pelšs Leichnam aufgefunden und sein Tod bestätigt.

## Erfolge und Auszeichnungen
- 2012 Ed-Chynoweth-Cup-Gewinn mit den Edmonton Oil Kings

### International
- 2009 Aufstieg in die Top-Division bei der U18-Junioren-Weltmeisterschaft der Division I
- 2011 Aufstieg in die Top-Division bei der U20-Junioren-Weltmeisterschaft der Division I

## Karrierestatistik
(Legende zur Spielerstatistik: Sp oder GP = absolvierte Spiele; T oder G = erzielte Tore; V oder A = erzielte Assists; Pkt oder Pts = erzielte Scorerpunkte; SM oder PIM = erhaltene Strafminuten; +/− = Plus/Minus-Bilanz; PP = erzielte Überzahltore; SH = erzielte Unterzahltore; GW = erzielte Siegtore; 1 Play-downs/Relegation; Kursiv: Statistik nicht vollständig)